# Tyler Ziegel
Tyler W. Ziegel (16 de octubre de 1982 - 26 de diciembre de 2012) fue un sargento del Cuerpo de Marines de los Estados Unidos que sufrió graves heridas y quemaduras durante la guerra de Irak a causa de un ataque suicida. Recibió la medalla del Corazón Púrpura.
Ziegel nació en 16 de octubre de 1982 en Peoria, Illinois, fue el mayor de los dos hijos que Jeffrey y Rebecca Ziegel tuvieron. Su padre trabajaba en la construcción y su madre era camarera.

## Carrera de marine
Después de graduarse, Ziegel se unió al Cuerpo de Marines de los EE. UU. En 2003, después del entrenamiento de recluta, fue enviado a Irak.

### Bombardeo
En el 22 de diciembre de 2004, el Sargento marine Ziegel y otros seis marines formaban parte de un convoy que regresaba a la base aérea de Al Asad desde Al-Qaim, en el noroeste de Irak, cuando un atacante suicida detonó un artefacto explosivo cerca de su camión.
Aunque Ziegel sobrevivió, sufrió heridas graves. Su brazo izquierdo debió ser amputado posteriormente, por debajo del codo, perdió tres dedos de la mano derecha y, en lugar del pulgar, le trasplantaron un dedo gordo del pie. Ziegel quedó ciego de un ojo y perdió sus orejas, nariz y labios a causa de las quemaduras que sufrió. También tenía metralla en el cráneo y un agujero en el cráneo por encima de la ceja. Para su uso futuro, parte del cráneo de Ziegel fue implantado en los tejidos grasos de la parte superior de su cuerpo y en su lugar se colocó una placa artificial. Ziegel también perdió su conducto lagrimal; fue reemplazado por una prótesis. Algunas partes de su rostro que perdió no se recuperaron, incluso después de más de 30 cirugías.

## Vida personal
El 7 de octubre de 2006, poco después de ser dado de alta del hospital, Ziegel se casó con Renée Kline, a quien conoció antes de ser enviado a servir en Irak. Su boda recibió amplia cobertura por parte de la prensa de los Estados Unidos, y el día de su matrimonio fue declarado feriado en Illinois. La fotógrafa estadounidense Nina Berman atendió a la boda, donde realizó una serie de fotografías, una de las cuales ganó el primer premio entre los retratos en World Press Photo.
Ziegel y Kline se divorciaron un año después de la boda
Después de la tragedia, Ziegel se decidió a tratar de vivir una vida socialmente activa. Ya él que no ser capaz de trabajar, el Departamento de Asuntos de Veteranos de los Estados Unidos (VA) le debían pagar compensaciones. Sin embargo, en 2007, Ziegel inició una disputa con el VA sobre el monto de la compensación mensual. En lugar de los 4.000 dólares esperados, inicialmente le concedieron 2.700 dólares, lo que, según Ziegel, no era suficiente para mantener cómodamente a una familia. Luego Ziegel participó en el programa de CNN Unidad de Investigaciones Especiales, tras lo cual sus demandas financieras fueron satisfechas. Ese programa atrajo la atención de una amplia audiencia, muchos de los cuales expresaron su apoyo a Ziegel, incluido el ganador de la Medalla de Honor Hershel W. Williams.

## Muerte
Su familia anunció que Ziegel murió el 26 de diciembre de 2012, por una sobredosis de alcohol y morfina. Unas 2.000 banderas se izaron en las calles de Metamora, las cuales cubrieron kilómetros en memoria de Ziegel.
En febrero de 2013, Pat Quinn, el Gobernador de Illinois, se refirió en su discurso sobre el Estado del Estado a la historia de Ziegel como un ejemplo del coraje que necesitan los legisladores estatales. Dijo: «Lo que todos necesitamos en esta próxima sesión es coraje, verdadero coraje político para hacer lo correcto. No necesitamos buscar más ejemplos de coraje que nuestros hombres y mujeres uniformados. Hombres como el sargento Tyler Ziegel, un orgulloso infante de marina que creció en Metamora, Illinois ...» 
A principios de mayo de 2013, después de una investigación sobre la muerte de Ziegel, la forense del condado de Peoria, Johnna Ingersoll, dijo que la muerte fue causada por intoxicación por alcohol y drogas. El análisis mostró que Ziegel tenía un nivel de alcohol en sangre de 0,123% y un nivel de morfina que indicaba la presencia de heroína, el cual era de 540ng/ml. La causa de la muerte, según Ingersoll, fue la combinación de estas sustancias. El jurado forense reconoció que la muerte de Ziegel fue accidental.

## Primeros años
Ziegel era el mayor de los dos hijos de Jeffrey y Rebecca Ziegelborn, nacidos en Peoria, Illinois. Su padre era obrero de la construcción y su madre camarera.